# Rover 75
Der Rover 75 ist ein Pkw-Modell des ehemaligen britischen Automobilherstellers Rover und ab 2001 der MG Rover Group.
Neben der Limousine wurden ab Mitte 2001 ein Kombi (Tourer) sowie Sportversionen unter der Bezeichnung MG ZT und MG ZT-T (Tourer) angeboten. Das Kraftfahrt-Bundesamt stufte das Fahrzeug in die Obere Mittelklasse ein.

## Geschichte und Technik
| Sterne im Euro-NCAP-Crashtest (2001): |

Der 75 kam im Januar 1999 auf den Markt, als Rover zum BMW-Konzern gehörte. Er sollte die Modelllinien 600 und 800 ersetzen. Das Fahrzeug selbst wurde vollständig bei Rover entwickelt, mit geringem Einfluss von BMW-Seite, jedoch unter Verwendung einer ganzen Reihe von BMW-Bauteilen. Bei der Dieselvariante CDT (85 kW) des Rover 75 kam der gleiche Motor wie im BMW 318d zum Einsatz,
während bei den Varianten mit Ottomotor Rover-eigene Motoren der K-Serie (1,8 Liter 4 Zylinder, 88 kW) bzw. KV6-Serie (2,0 und 2,5 Liter V6, 110 bzw. 130 kW) eingesetzt wurden.
Der Wagen wurde für seine sehr guten Fahreigenschaften, seine eigenwillig abgerundete Innenausstattung, seine Qualität und seinen traditionellen englischen Stil gelobt. Das Design wurde von Richard Woolley kreiert, der schon den Rover 600 entworfen hatte. Kritiker fanden den „Retro-Stil“  jedoch zu sehr auf ältere Käufer zugeschnitten. Dennoch gewann das Modell eine Reihe internationaler Preise, darunter auch einige für sein elegantes Erscheinungsbild.
Die Montage war ursprünglich in Cowley angesiedelt, wurde jedoch nach der Abspaltung Rovers aus dem BMW-Konzern im Herbst 2001 nach Longbridge bei Birmingham verlagert.
Im Juni 2001 wurde die Kombiversion mit dem Zusatz Tourer eingeführt, dem der MG ZT und die Kombiversion MG ZT-T folgten.

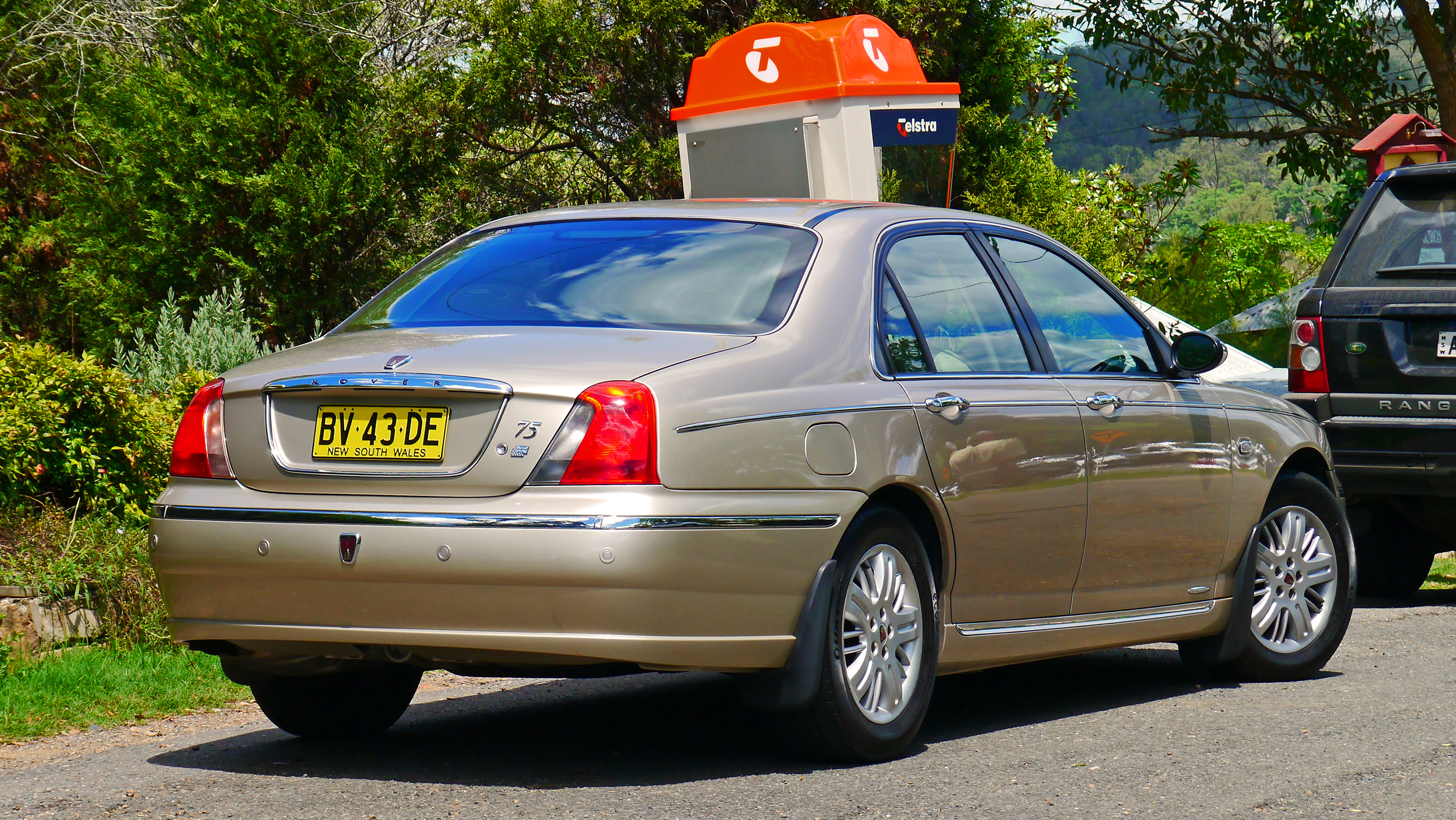
Heckansicht
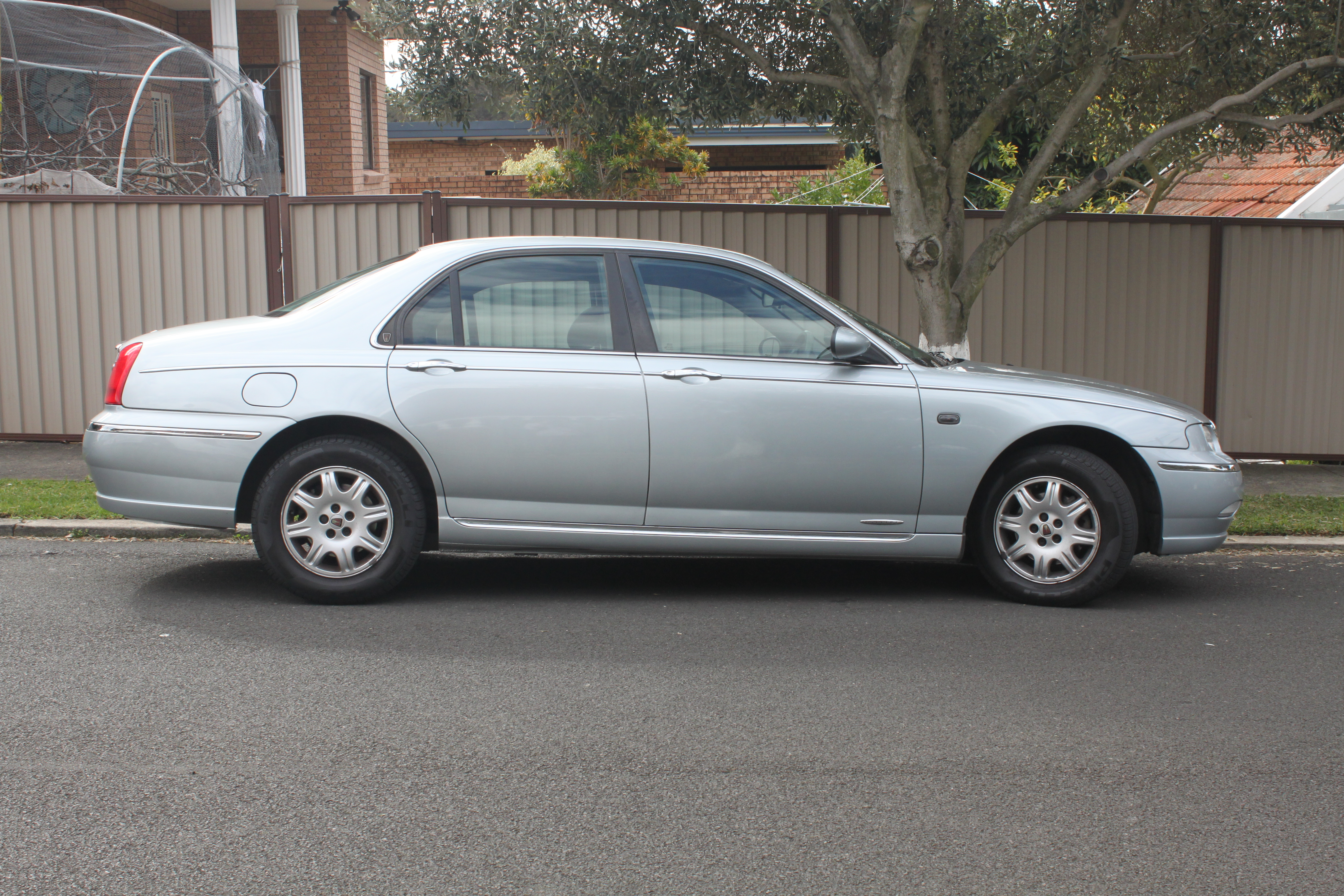
Seitenansicht
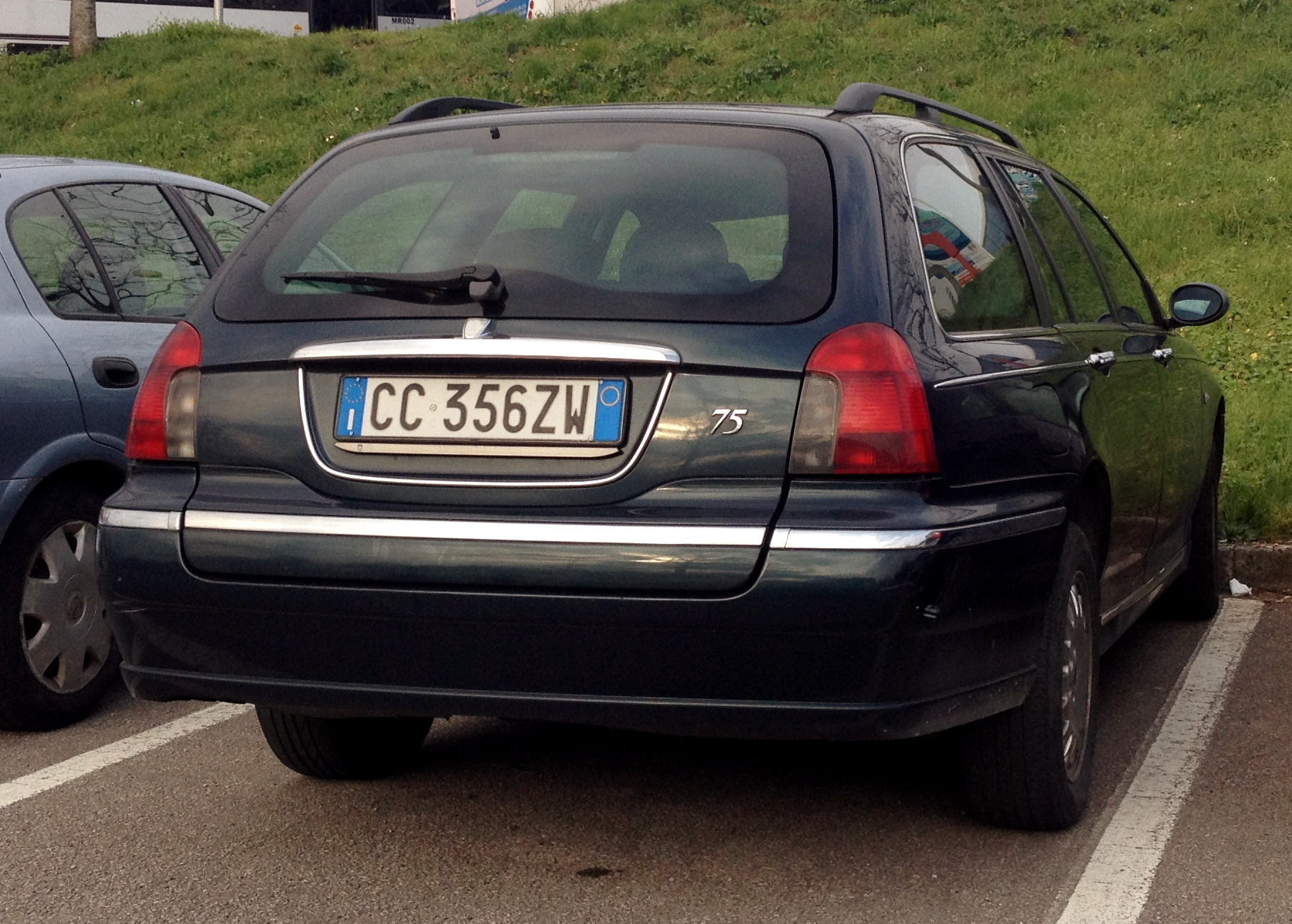
Rover 75 Tourer (2001–2004)

### Modellpflege
Im Januar 2004 überarbeitete Rover das Design des 75, um ihm ein moderneres Aussehen zu geben. Das neue Design wurde von der Fachpresse unterschiedlich aufgenommen, und Rover kündigte nur wenige Monate später das neue V8-Modell mit einem völlig anders gestalteten Kühlergrill an.
Es heißt, dieser Kühlergrill sei von früheren V8-Modellen inspiriert gewesen, aber er verursachte einige Irritationen, da er dem des neuen (später vorgestellten) großen Audi ähnlich sah. Eine Pullman-Limousine mit langem Radstand für den Chauffeureinsatz, genannt Rover 75 Vanden Plas, mit 20 cm mehr Außenlänge hatte diesen neuen Kühlergrill ebenfalls.
Die Modellpflege beschränkte sich bei den existierenden Modellen nicht nur auf reine Äußerlichkeiten. Motorentechnisch wurden im Rover 75 zusätzlich das CDTi-Modell mit 96 kW starkem Dieselmotor und der 1,8-Liter-Turbomotorbenziner mit 110 kW eingeführt.
Die Produktion des Rover 75 wurde im Mai 2005 eingestellt, als die MG Rover Group zusammenbrach.

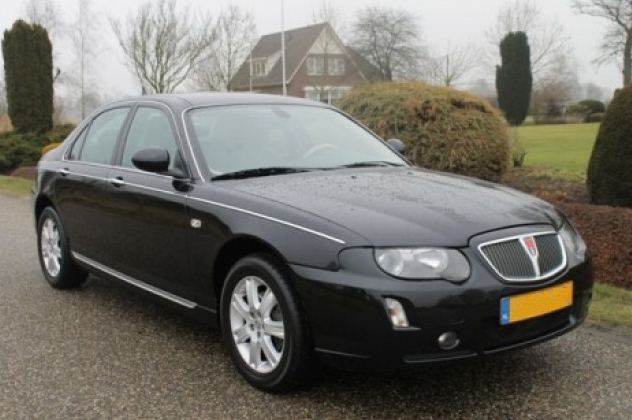
Rover 75 (2004–2005)
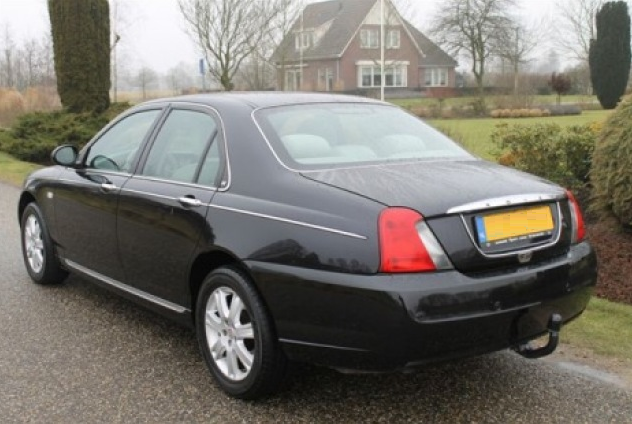
Heckansicht
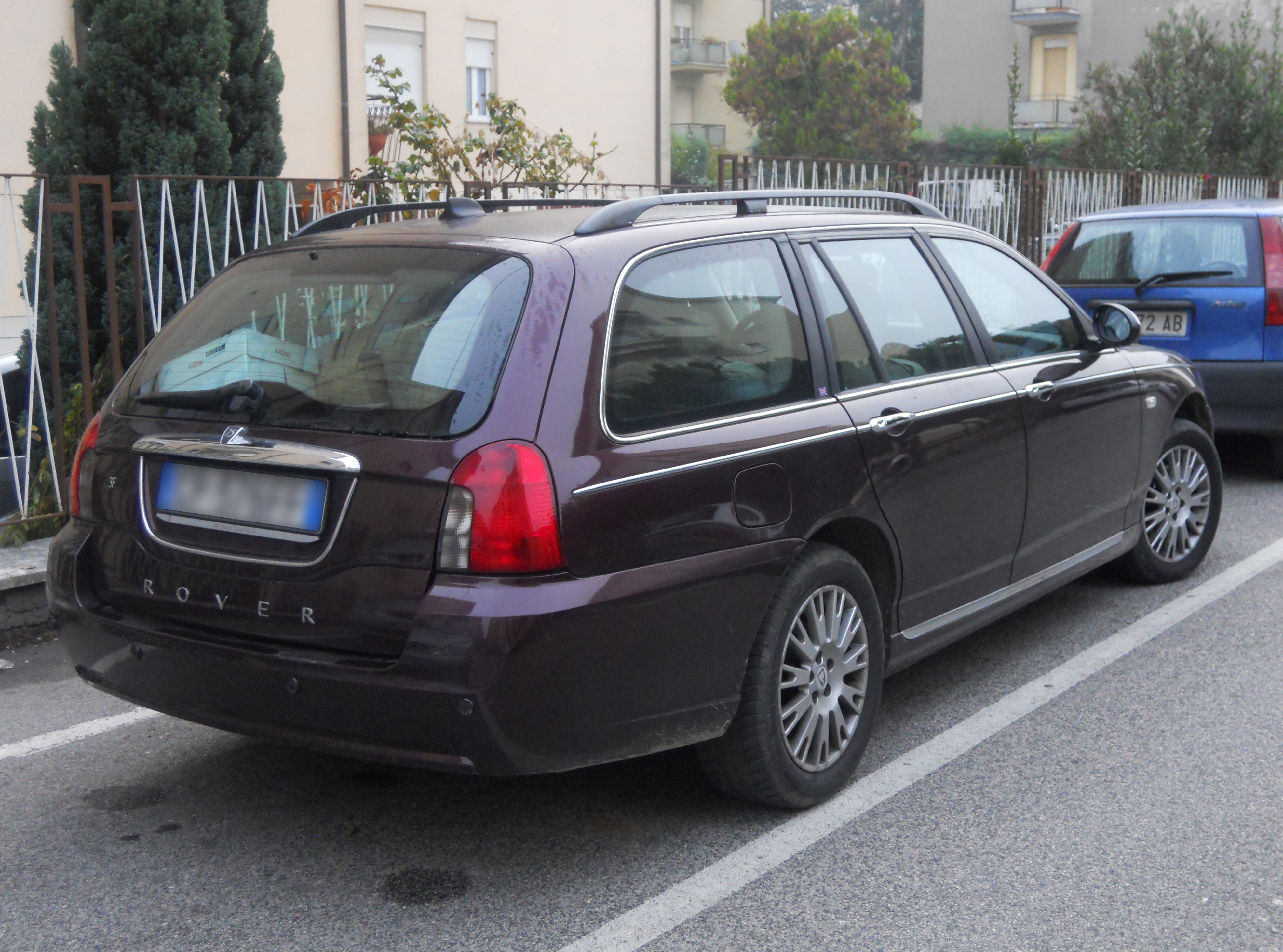
Rover 75 Tourer (2004–2005)
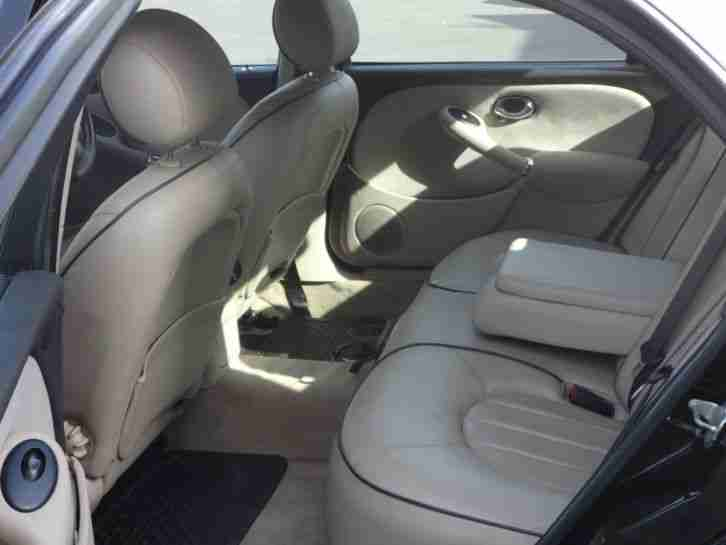
Rover 75 Vanden Plas Interieur (verlängerter Radstand)

### Roewe 750
Nach der Insolvenz der MG Rover Group wurden die Baupläne für den Rover 75 an die Shanghai Automotive Industry Corporation und die Produktionsstraßen und -maschinen an die Nanjing Automotive Company verkauft. Unter der gemeinsamen Marke Roewe wird seit 2006 die Produktion mit dem technisch wie optisch überarbeiteten Roewe 750 fortgesetzt.

## Technische Daten
|                                             | 1,8                         | 1,8 T                        | 2,0 V6                       | 2,5 V6                       | 2,5 V6                       | 4,6 V8                       | 2,0 CDT                     | 2,0 CDTi                    |
| ------------------------------------------- | --------------------------- | ---------------------------- | ---------------------------- | ---------------------------- | ---------------------------- | ---------------------------- | --------------------------- | --------------------------- |
| Bauzeitraum                                 | 10/1998–05/2005             | 05/2003–05/2005              | 10/1998–01/2004              | 10/1998–05/2005              | 01/2004–05/2005              | 01/2004–05/2005              | 10/1998–05/2005             | 02/2003–05/2005             |
| Motorkenndaten                              |                             |                              |                              |                              |                              |                              |                             |                             |
| Motortyp                                    | R4-Ottomotor                | R4-Ottomotor                 | V6-Ottomotor                 | V6-Ottomotor                 | V6-Ottomotor                 | V8-Ottomotor                 | R4-Dieselmotor              | R4-Dieselmotor              |
| Anzahl Ventile pro Zylinder                 | 4                           | 4                            | 4                            | 4                            | 4                            | 2                            | 4                           | 4                           |
| Ventilsteuerung                             | DOHC, Zahnriemen            | DOHC, Zahnriemen             | 2 × DOHC, Zahnriemen         | 2 × DOHC, Zahnriemen         | 2 × DOHC, Zahnriemen         | 2 × OHC, Kette               | DOHC, Kette                 | DOHC, Kette                 |
| Gemischaufbereitung                         | Saugrohreinspritzung        | Saugrohreinspritzung         | Saugrohreinspritzung         | Saugrohreinspritzung         | Saugrohreinspritzung         | Saugrohreinspritzung         | Common-Rail-Einspritzung    | Common-Rail-Einspritzung    |
| Motoraufladung                              | —                           | Turbolader, Ladeluftkühler   | —                            | —                            | —                            | —                            | Turbolader, Ladeluftkühler  | Turbolader, Ladeluftkühler  |
| Kühlung                                     | Wasserkühlung               | Wasserkühlung                | Wasserkühlung                | Wasserkühlung                | Wasserkühlung                | Wasserkühlung                | Wasserkühlung               | Wasserkühlung               |
| Bohrung × Hub                               | 80,0 × 89,3 mm              | 80,0 × 89,3 mm               | 80,0 × 66,2 mm               | 80,0 × 82,8 mm               | 80,0 × 82,8 mm               | 90,2 × 90,0 mm               | 84,0 × 88,0 mm              | 84,0 × 88,0 mm              |
| Hubraum                                     | 1795 cm³                    | 1795 cm³                     | 1997 cm³                     | 2497 cm³                     | 2497 cm³                     | 4601 cm³                     | 1951 cm³                    | 1951 cm³                    |
| Verdichtungsverhältnis                      | 10,5:1                      | 9,2:1                        | 10,5:1                       | 10,5:1                       | 10,5:1                       | 9,4:1                        | 18,0:1                      | 18,0:1                      |
| max. Leistung                               | 88 kW (120 PS) bei 5500/min | 110 kW (150 PS) bei 5500/min | 110 kW (150 PS) bei 6500/min | 130 kW (177 PS) bei 6500/min | 140 kW (190 PS) bei 6500/min | 191 kW (260 PS) bei 5000/min | 85 kW (115 PS) bei 4000/min | 96 kW (130 PS) bei 4000/min |
| max. Drehmoment                             | 160 Nm bei 4000/min         | 215 Nm bei 2100/min          | 185 Nm bei 4000/min          | 240 Nm bei 4000/min          | 245 Nm bei 4000/min          | 410 Nm bei 4000/min          | 260 Nm bei 2000/min         | 300 Nm bei 1900/min         |
| Kraftübertragung                            |                             |                              |                              |                              |                              |                              |                             |                             |
| Antrieb                                     | Vorderradantrieb            | Vorderradantrieb             | Vorderradantrieb             | Vorderradantrieb             | Vorderradantrieb             | Hinterradantrieb             | Vorderradantrieb            | Vorderradantrieb            |
| Getriebe, serienmäßig                       | 5-Gang-Schaltgetriebe       | 5-Gang-Schaltgetriebe        | 5-Gang-Schaltgetriebe        | 5-Gang-Schaltgetriebe        | 5-Gang-Schaltgetriebe        | 4-Stufen-Automatikgetriebe   | 5-Gang-Schaltgetriebe       | 5-Gang-Schaltgetriebe       |
| Getriebe, optional                          | 5-Stufen-Automatikgetriebe  | 5-Stufen-Automatikgetriebe   | 5-Stufen-Automatikgetriebe   | 5-Stufen-Automatikgetriebe   | —                            | —                            | 5-Stufen-Automatikgetriebe  | 5-Stufen-Automatikgetriebe  |
| Messwerte (Limousine)                       |                             |                              |                              |                              |                              |                              |                             |                             |
| Höchstgeschwindigkeit                       | 195 km/h (190 km/h)         | 210 km/h (205 km/h)          | 210 km/h (205 km/h)          | 220 km/h (215 km/h)          | 225 km/h                     | 243 km/h                     | 193 km/h (190 km/h)         | 193 km/h (190 km/h)         |
| Beschleunigung, 0–100 km/h                  | 11,6 s (13,2 s)             | 9,1 s (10,0 s)               | 9,6 s (10,8 s)               | 8,8 s (9,5 s)                | 8,2 s                        | 7,2 s                        | 11,0 s (12,3 s)             | 11,0 s (12,3 s)             |
| Kraftstoffverbrauch auf 100 km (kombiniert) | 7,8 l S (9,4 l S)           | 8,0 l S (8,9 l S)            | 9,6 l S (10,3 l S)           | 9,6 l S (10,5 l S)           | 9,9 l S                      | 13,4 l S                     | 5,8 l D (6,9 l D)           | 5,8 l D (6,9 l D)           |
| CO2-Emission (kombiniert)                   | 185 g/km (224 g/km)         | 193 g/km (214 g/km)          | 232 g/km (274 g/km)          | 249 g/km                     | 235 g/km                     | k. A.                        | 163 g/km (190 g/km)         | 163 g/km (190 g/km)         |
| Messwerte (Tourer)                          |                             |                              |                              |                              |                              |                              |                             |                             |
| Höchstgeschwindigkeit                       | 188 km/h (182 km/h)         | 203 km/h (200 km/h)          | 201 km/h (198 km/h)          | 211 km/h (205 km/h)          | 220 km/h                     | 237 km/h                     | 185 km/h (182 km/h)         | 185 km/h (182 km/h)         |
| Beschleunigung, 0–100 km/h                  | 12,2 s (14,0 s)             | 10,0 s (10,8 s)              | 10,8 s (12,5 s)              | 9,4 s (10,2 s)               | 8,7 s                        | 7,4 s                        | 12,3 s (13,8 s)             | 12,3 s (13,8 s)             |
| Kraftstoffverbrauch auf 100 km (kombiniert) | 7,8 l S (9,4 l S)           | 8,0 l S (8,9 l S)            | 9,4 l S (10,7 l S)           | 10,6 l S                     | 9,8 l S                      | 13,4 l S                     | 5,8 l D (6,9 l D)           | 5,8 l D (6,9 l D)           |
| CO2-Emission (kombiniert)                   | 185 g/km (224 g/km)         | 193 g/km (214 g/km)          | 228 g/km (255 g/km)          | 254 g/km                     | 235 g/km                     | k. A.                        | 163 g/km (190 km/h)         | 163 g/km (190 km/h)         |

1. 1 2  Werte in runden Klammern „()“ für Automatikgetriebe

## Modelle
1998–2004
- Classic
- Classic SE
- Club (Deutschland: Charme)
- Club SE

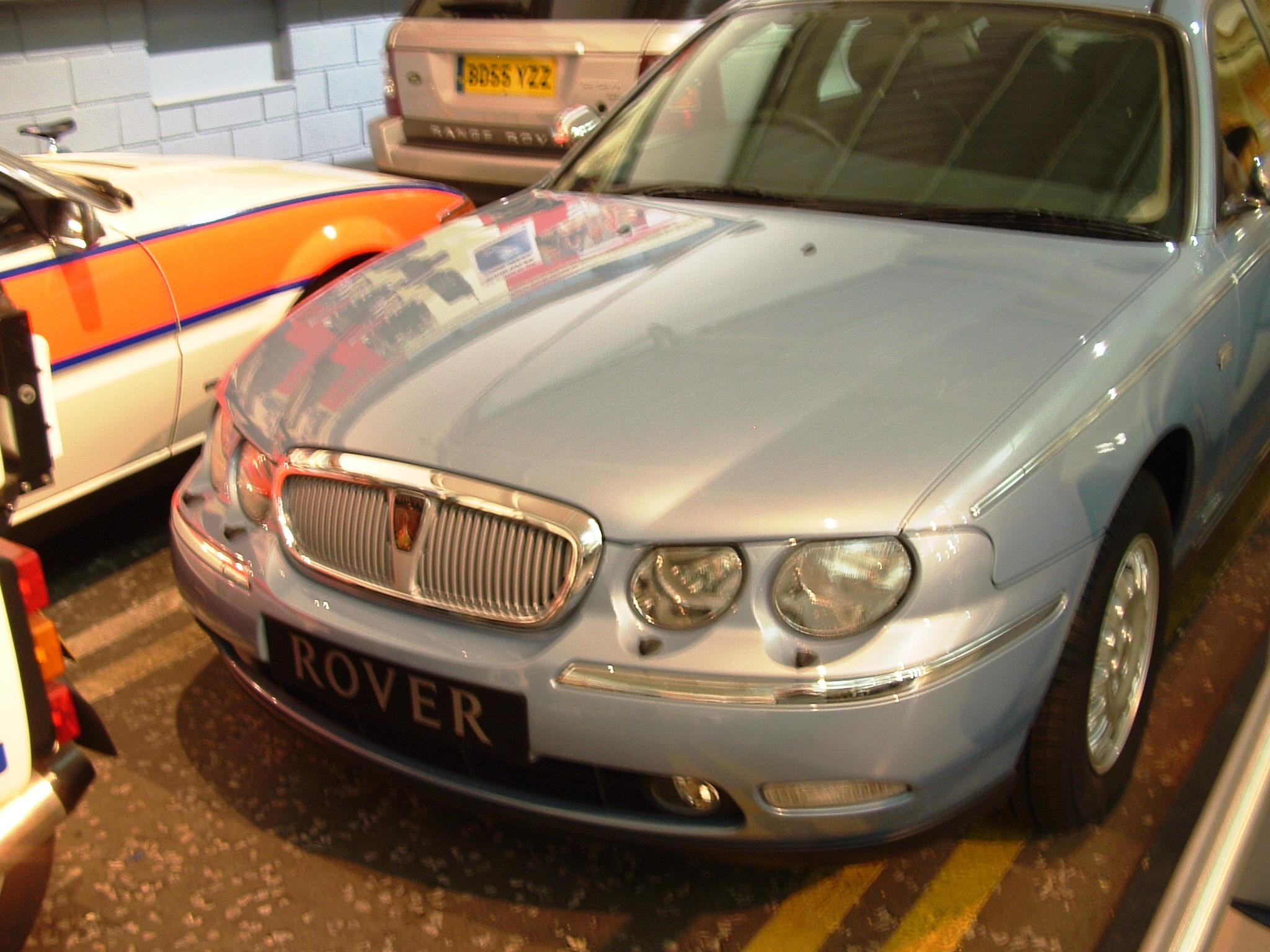
Der erste Rover 75: ein V6 Connoisseur

- Connoisseur (Deutschland: Celeste)
- Connoisseur SE
- Vanden Plas (mit 200 mm längerem Radstand)

2004–2005 (Modellpflege)
- Classic
- Connoisseur (Deutschland: Charme L)
- Connoisseur SE (Deutschland: Celeste L)

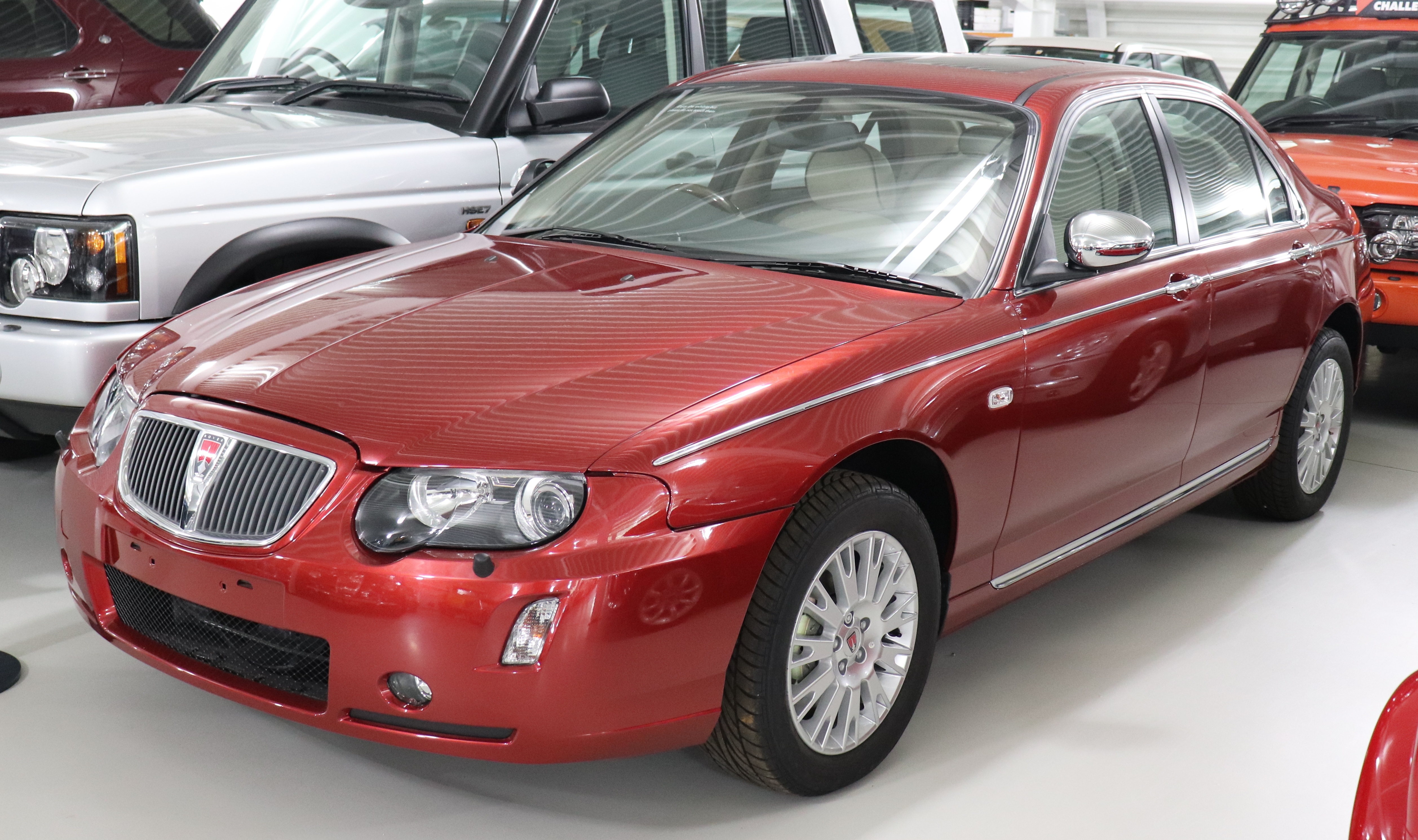
Der letzte Rover 75: ein CDTi Connoisseur

- Contemporary (Deutschland: Charme S)
- Contemporary SE (Deutschland: Celeste S)
- Vanden Plas

2001–2005 (MG ZT und ZT-T)
- CDT/CDTi (Common-Rail TurboDiesel-Motor mit 85 kW (115 PS) und 96 kW (131 PS))
- 120 (1,8 l K-Serie)
- 160/160+ (Anfangs 2,5-l-Sauger, später 1,8 l mit Turbo)
- 180+ (2,5 l KV6 mit JatCo-Automatik)
- 190 (2,5 l V6)
- 260 (4,6 l V8 abgeleitet vom Ford Mustang)